# Босяч
Бося́ч (бел. Басяч, полес. Босяч) — деревня в Кобринском районе Брестской области Белоруссии. Входит в состав Буховичского сельсовета.
По данным на 1 января 2016 года население составило 147 человек в 45 домохозяйствах.

## География
Деревня расположена в 7 км к северо-востоку от города и станции Кобрин, в 53 км к востоку от Бреста, у автодороги Р2 Кобрин-Ивацевичи.
На 2012 год площадь населённого пункта составила 1,24 км² (124 га).

## История
Населённый пункт известен с 1629 года как имение. В разное время население составляло:
- 1999 год: 58 хозяйств, 132 человека;
- 2005 год: 43 хозяйства, 118 человек;
- 2009 год: 144 человека;
- 2016 год[2]: 45 хозяйств, 147 человек;
- 2019 год[1]: 98 человек.